# Jayapura
Jayapura és la capital i la ciutat més gran de la província indonèsia de Papua. La ciutat va ser coneguda com a Hollandia des de la seva fundació en 1910 fins a 1962. Està situada en la costa septentrional de l'illa de Nova Guinea i té una superfície de 935,92 km². La ciutat limita amb l'oceà Pacífic i la badia de Yos Sudarso al nord, amb la província de Sandaun de Papua Nova Guinea a l'est, amb la Regència de Keerom al sud i amb la Regència de Jayapura a l'oest. És la ciutat més poblada de la part indonèsia de Nova Guinea, amb una població de 256.705 habitants segons el cens de 2010; l'estimació oficial més recent (a gener de 2014) és de 315.872 habitants.
Jayapura és la quarta ciutat més gran per la seva economia a Indonèsia oriental -després de Makassar, Denpasar i Manado- amb un PIB estimat en 2016 de 19,48 bilions de rupies. També és la segona ciutat indonèsia més cara per a viure, després de Jakarta.